# Карагаш (Молдова)
Карагаш (рос. Карагаш; рум. Caragaș) — село в Слободзейському районі в Молдові (Придністров'ї). Знаходиться на лівому березі річки Дністер між селом Суклея та містом Слободзея.
Згідно з переписом населення 2004 року кількість українців —  9,1%.

## Історія
Станом на 1886 рік у селі Слободзейської волості Тираспольського повіту Херсонської губернії, мешкало 1305 осіб, налічувалось 243 дворових господарства, існували православна церква, школа та 5 лавка.

## Відомі люди
- Гросул Яким Сергійович — радянський історик, депутат Верховної Ради СРСР.